# Sundasciurus tahan
Sundasciurus tahan — вид гризунів родини Sciuridae. Родом з півострова Малайзія, вона мешкає в гірських та нижніх гірських лісах, включаючи частини гір Тітівангса та Гунунг Тахан.

## Особливості
Довжина тіла становить близько 15,5 см, а хвіст — близько 10,4 см. Зовні тварина схожа на Sundasciurus tenuis, але трохи більша та має темніше хутро. Хвіст кільчастий, а кінчики хутра піщаного, а не білого кольору.